# Robert Jadczak
Robert Jadczak (ur. 22 maja 1970 w Płońsku) – polski piłkarz grający na pozycji obrońcy lub pomocnika. 

## Kariera
Karierę piłkarską rozpoczynał w drużynach młodzieżowych MZKS Płońsk i Wisła Płock. Następnie w 1988 roku trafił do Stoczniowca Płock Na początku 1991 roku przeniósł się do pierwszoligowego Zagłębia Sosnowiec, by po dwóch sezonach trafić do Legii Warszawa. Przy Łazienkowskiej nie rozegrał żadnego meczu ligowego w pierwszej drużynie wojskowych i wrócił do Sosnowca. W 1993 roku reprezentował Polskę w Wojskowych Mistrzostwach Świata, które odbyły się w Maroku. Występował w kilkunastu klubach polskich, niemieckich, a także w fińskim Rovaniemi. Posiada dyplom trenera II klasy i licencję UEFA A. Występuje w drużynie byłych zawodników Legii Warszawa oraz prowadzi w rodzinnym mieście szkółkę piłkarską Legia Soccer Schools.